# Poli (ort i Kamerun)
Poli är en ort i Kamerun.   Den ligger i regionen Norra regionen, i den norra delen av landet, 500 km norr om huvudstaden Yaoundé. Poli ligger 477 meter över havet och antalet invånare är 5 727.
Terrängen runt Poli är huvudsakligen kuperad, men åt sydost är den bergig. Trakten runt Poli är mycket glesbefolkad, med 5 invånare per kvadratkilometer. Det finns inga andra samhällen i närheten. Trakten runt Poli är en mosaik av jordbruksmark och naturlig växtlighet.